# 遵义北站
遵义北站（原名董公寺站）是位于贵州省遵义市董公寺镇的一个铁路车站，邮政编码563003。车站建于1965年，有川黔铁路经过该站，2010年车站停办客运业务；车站曾办理货运业务，仅办理专用线货运作业，2019年8月30日停办，10月底站内设备及人员转移至李家湾站，11月25日川黔铁路遵义外绕线启用后撤销。
車站及其上下行区间均已电气化。车站距离重庆站301公里，隶属成都铁路局，是四等站。站内设有通往遵义铁路联营联运实业、中央储备粮遵义直属库和中石化贵州石油分公司的专用线。